# Cayul
Die Cayul ist eine Machete aus Java.

## Beschreibung
Die Cayul hat eine einschneidige, bauchige Klinge mit einem stark abgerundeten Ort. Der Schneidenbereich ist leicht konvex, der Klingenrücken konkav und stark gearbeitet. Das Heft besteht aus Holz.
Die Cayul wird hauptsächlich als Arbeitswerkzeug in der Landwirtschaft benutzt, dient aber auch als Kampfwaffe.